# 日坂明広
日坂 明広（ひさか あきひろ、Akihio Hisaka）。日本の花屋、フラワーデザイナー、フローリスト。

## 人物
- 有限会社ブロッサム代表取締役（兵庫県加古川市、1999年設立）
- 有限会社ブロッサムフラワースクール代表取締役　主宰
- フラワーデザイナー
- フラワーパフォーマー

## 主な実績
- 1995年 - JFTD大賞
- 1996年 - 日本生花商組合全国大会優勝　内閣総理大臣賞
- 1997年 - JFTDジャパンカップ準優勝
- 1998年 - フラワーデザイン国際競技会　アジアカップ準優勝
- 1999年 - グランドチャンピオン選手権出場
- 2001年 - フラワーデザイン国際競技会　アジアカップ出場
- 2001年 - JFTDジャパンカップ優勝　内閣総理大臣賞
- 2002年 - JFTDジャパンカップ準優勝
- 2004年 - JFTDジャパンカップ優勝　内閣総理大臣賞
- 2005年 - JFTDジャパンカップ3位
- 2006年 - パリにて禅デモンストレーション
- 2006年 - JFTDジャパンカップ3位
- 2007年 - JFTDジャパンカップ6位入賞
- 2007年 - 中山佳巳氏とともに、フラワーデザインブランド『TasTe』を設立
- 2008年 - グランドチャンピオン選手権出場
- 2011年 - JFTDジャパンカップ優勝　内閣総理大臣賞
- 2012年 - JFTDジャパンカップ優勝　内閣総理大臣賞
- 2013年 - グランドチャンピオン選手権優勝
- 2014年 - フラワーデザイン国際競技会　アジアカップ2014優勝
- 2014年 - JFTDジャパンカップ準優勝
- 2015年 - JFTDジャパンカップ優勝　内閣総理大臣賞
- 2016年 - JFTDジャパンカップ優勝　内閣総理大臣賞
- 2019年 - JFTDジャパンカップ優勝　内閣総理大臣賞
- 2022年 - JFTDジャパンカップ準優勝
- 2023年 - JFTDジャパンカップ優勝　内閣総理大臣賞
- 2025 年 - JFTDジャパンカップ準優勝

### TasTeの主なイベント、個展等
- 2007年10月 - 東京フィルハーモニー交響楽団と、音楽と花のコラボレーション
- 2007年11月 - テイストエキシビジョン2007 晩秋の京庭園花舞台in京都「何有荘」
- 2008年 1月 - 株式会社TasTe DESIGN（テイストデザイン）設立
- 2008年10月 - 三菱地所リテールマネジメント 泉パークタウン タピオ オープニング装飾
- 2008年11月 - TasTe Wedding Collection（テイストウエディングコレクション）
- 2009年 1月 - 三菱地所リテールマネジメント 泉パークタウン タピオ 正月飾りフラワーアレンジメント
- 2013年 6月 - 三菱地所リテールマネジメント MARK IS みなとみらい オープニングディスプレイ